# Grégory Mallet
Grégory Mallet (Rueil-Malmaison, 21 april 1984) is een Franse zwemmer. Hij vertegenwoordigde Frankrijk op de Olympische Zomerspelen 2008 in Peking en op de Olympische Zomerspelen 2012 in Londen.

## Carrière
Bij zijn internationale debuut, op de Europese kampioenschappen zwemmen 2006 in Boedapest, veroverde Mallet aan de zijde van Alain Bernard, Fabien Gilot en Amaury Leveaux de bronzen medaille op de 4x100 meter vrije slag. Op de 4x200 meter vrije slag zwom hij alleen in de series. Op de Europese kampioenschappen kortebaanzwemmen 2006 in Helsinki strandde Mallet in de series van de 100 en de 200 meter vrije slag.
In Melbourne nam hij deel aan de wereldkampioenschappen zwemmen 2007, op de 4x100 meter vrije slag hielp hij samen met Fabien Gilot, Julien Sicot en Amaury Leveaux de Franse ploeg aan een finaleplaats. In de finale behaalden Gilot en Sicot samen met Frédérick Bousquet en Alain Bernard de bronzen medaille, voor zijn inspanningen in de series ontving Mallet de bronzen medaille. Op de 4x200 meter vrije slag strandde hij samen met Fabien Gilot, Sébastien Rouault en Nicolas Rostoucher in de series.

### 2008-heden
Op de Europese kampioenschappen zwemmen 2008 in Eindhoven strandde Mallet in de series van de 100 meter vrije slag. Tijdens de Franse kampioenschappen zwemmen 2008 in Duinkerke plaatste hij zich dankzij de zesde plaats op de 100 meter vrije slag voor de olympische 4x100 meter vrije slag estafette. In Peking zwom Mallet in de series van de 4x100 meter vrije slag een Europees record, samen met Amaury Leveaux, Boris Steimetz en Frédérick Bousquet. In de finale veroverden Leveaux en Bousquet samen met Fabien Gilot en Alain Bernard de zilveren medaille, Mallet ontving voor zijn aandeel in de series eveneens de zilveren medaille. Tijdens de Franse clubkampioenschappen kortebaan in Istres, op 20 december 2008, verbeterde hij samen met Fabien Gilot, William Meynard en Frédérick Bousquet het wereldrecord op de 4x100 meter vrije slag.
Tijdens de wereldkampioenschappen zwemmen 2009 in Rome behaalde Mallet samen met Fabien Gilot, Alain Bernard en Frédérick Bousquet de bronzen medaille op de 4x100 meter vrije slag.
Op de wereldkampioenschappen zwemmen 2011 in Shanghai sleepte de Fransman samen met Yannick Agnel, Jérémy Stravius en Fabien Gilot de zilveren medaille in de wacht op de 4x200 meter vrije slag.
In Londen nam Mallet deel aan deel aan de Olympische Zomerspelen van 2012. Op dit toernooi werd hij uitgeschakeld in de halve finales van de 200 meter vrije slag, op de 4x200 meter vrije slag veroverde hij samen met Amaury Leveaux, Clément Lefert en Yannick Agnel de zilveren medaille. Tijdens de Europese kampioenschappen kortebaanzwemmen 2012 in Chartres legde de Fransman, op de 200 meter vrije slag, beslag op de bronzen medaille en eindigde hij als zesde op de 100 meter vrije slag. Samen met Amaury Leveaux, Joris Hustache en Mehdy Metella zwom hij in de series van de 4x50 meter vrije slag, in de finale sleepte Leveaux samen met Florent Manaudou, Frédérick Bousquet en Jérémy Stravius de Europese titel in de wacht. Op de 4x50 meter wisselslag zwom hij samen met Dorian Gandin, Giacomo Perez Dortona en Romain Sassot in de series, in de finale werd Perez Dortona samen met Jérémy Stravius, Frédérick Bousquet en Florent Manaudou Europees kampioen. Voor zijn aandeel in de series van beide estafettes ontving Mallet twee gouden medailles.

## Internationale toernooien
| Jaar | Olympische Spelen                               | WK langebaan                                                            | WK kortebaan  | EK langebaan                                                           | EK kortebaan |
| ---- | ----------------------------------------------- | ----------------------------------------------------------------------- | ------------- | ---------------------------------------------------------------------- | --- |
| 2006 |                                                 |                                                                         | geen deelname | 4x100m vrije slag · 4e 4x200m vrije slag · Mallet zwom enkel de series | 27e 100m vrije slag 33e 200m vrije slag                                                                                                |
| 2007 |                                                 | 4x100m vrije slag · Mallet zwom enkel de series · 10e 4x200m vrije slag |               |                                                                        | geen deelname |
| 2008 | 4x100m vrije slag · Mallet zwom enkel de series |                                                                         | geen deelname | 17e 100m vrije slag                                                    | geen deelname |
| 2009 |                                                 | 4x100m vrije slag                                                       |               |                                                                        | geen deelname |
| 2010 |                                                 |                                                                         | geen deelname | geen deelname                                                          | geen deelname |
| 2011 |                                                 | 4x200m vrije slag                                                       |               |                                                                        | geen deelname |
| 2012 | 14e 200m vrije slag · 4x200m vrije slag         |                                                                         | geen deelname | geen deelname                                                          | 6e 100m vrije slag · 200m vrije slag · 4x50m vrije slag · Mallet zwom enkel de series · 4x50m wisselslag · Mallet zwom enkel de series |

## Persoonlijke records
Bijgewerkt tot en met 14 april 2013
Kortebaan
| Afstand         | Tijd    | Datum            | Plaats   |
| --------------- | ------- | ---------------- | -------- |
| 50m vrije slag  | 21,69   | 5 december 2008  | Angers   |
| 100m vrije slag | 47,05   | 24 november 2012 | Chartres |
| 200m vrije slag | 1.43,21 | 25 november 2012 | Chartres |

Langebaan
| Afstand         | Tijd    | Datum         | Plaats      |
| --------------- | ------- | ------------- | ----------- |
| 50m vrije slag  | 22,97   | 28 juni 2009  | Pescara     |
| 100m vrije slag | 48,31   | 23 april 2009 | Montpellier |
| 200m vrije slag | 1.46,69 | 14 april 2013 | Rennes      |